# Vivian McGrath
Vivian Erzerum Bede "Viv" McGrath (Merrendee-Nova Gales do Sul, 17 de Fevereiro de 1916 – Burradoo-Nova Gales do Sul, 9 de Abril de 1978) foi um tenista australiano.
Conhecido como “O Garoto Maravilha”, Viv venceu duas vezes o Aberto da Austrália, uma vez em simples e outra em duplas.
Em 2014, Viv foi considerado pela Revista Tênis um dos "10 tenistas que transformaram a forma como o tênis é jogado". Segundo a revista, "sua marca registrada era o backhand de duas mãos, que ele praticou até aperfeiçoar e se tornar uma arma. Hoje tão comum no tênis, o backhand com duas mãos era tido quase como uma aberração até os anos 1960, quando era considerado uma fraqueza de quem o utilizava.".